# Wojciech Lewicki
Wojciech Lewicki (ur. 26 stycznia 1960 w Hrubieszowie) – generał brygady Wojska Polskiego, dowódca 3 Brygady Radiotechnicznej (2012–2018).

## Życiorys
Wojciech Lewicki urodził się 26 stycznia 1960 w Hrubieszowie.

### Wykształcenie
Absolwent Wyższej Oficerskiej Szkoły Radiotechnicznej w Jeleniej Górze (1984) oraz Akademii Obrony Narodowej w Warszawie (1994). Ukończył także m.in. wyższy kurs doskonalenia oficerów (1991) i podyplomowe studia operacyjno-strategiczne w AON (2004).

### Służba Wojskowa
Służbę wojskową rozpoczął w 1980 jako podchorąży Wyższej Oficerskiej Szkoły Radiotechnicznej Radiotechnicznej, którą ukończył w 1984 i został promowany na stopień podporucznika. We wrześniu 1984 rozpoczął służbę wojskową na stanowisku inżyniera obsługi stacji radiolokacyjnej, następnie dowódcy obsługi stacji radiolokacyjnej, dowódcy posterunku radiotechnicznego, dowódcy kompanii radiotechnicznej oraz szefa sztabu – zastępcy dowódcy w 4 batalionie radiotechnicznym (brt) w Warszawie. W 1995 został skierowany do Zamościa, gdzie objął funkcję dowódcy 11 Manewrowego Batalionu Radiotechnicznego, którym dowodził do 1997. W tym samym roku został szefem Wydziału Operacyjnego w Dowództwie 3 Brygady Radiotechnicznej (BRt). W 1999 objął dowództwo 3 brt w Sandomierzu. W 2002 objął stanowisko szefa Oddziału Szkolenia w Dowództwie Wojsk Lotniczych i Obrony Powietrznej. W 2004 po ukończeniu Podyplomowych Studiów Operacyjno-Strategicznych awansował na szefa Oddziału w Szefostwie Wojsk Radiotechnicznych Dowództwa Sił Powietrznych. W 2007 został wyznaczony na czasowe pełnienie obowiązków dowódcy 3 Brygady Radiotechnicznej. W 2008 objął funkcję dowódcy 2 Brygady Radiotechnicznej. W 2009 został wyznaczony na stanowisko zastępcy szefa Wojsk Radiotechnicznych, a w 2010 objął funkcję szef sztabu – zastępca dowódcy Centrum Operacji Powietrznych, którym był do 2012.
Od 15 października 2012 został dowódcą 3 Brygady Radiotechnicznej we Wrocławiu przyjmując obowiązki w obecności gen. broni Lecha Majewskiego od gen. bryg. Marka Sobiechowskiego. W dniu 15 sierpnia 2014 awansowany przez prezydenta RP Bronisława Komorowskiego na stopień generała brygady. 29 czerwca 2018 we Wrocławiu w obecności inspektora Sił Powietrznych gen. bryg. pil. Mirosława Jemielniaka przekazał w wieku 58 lat dowodzenie 3 Wrocławską Brygadą Radiotechniczną dla płka Dariusza Krzywdzińskiego.

## Awanse
- podporucznik – 1984[1]

(...)
- generał brygady – 15 sierpnia 2014[7]

## Ordery, odznaczenia i wyróżnienia
W ponad 38 letniej służbie wojskowej był wyróżniany i odznaczany:
- Lotniczy Krzyż Zasługi
- Złoty Medal Za Zasługi dla Obronności Kraju
- Złoty Medal „Siły Zbrojne w Służbie Ojczyzny”
- Odznaka pamiątkowa 2 Brygady Radiotechnicznej – 2008, ex officio
- Odznaka pamiątkowa 3 Brygady Radiotechnicznej – 2012, ex officio